# Desa Tempuran (administrativ by i Indonesien, Jawa Barat, lat -7,46, long 111,41)
Desa Tempuran är en administrativ by i Indonesien.   Den ligger i provinsen Jawa Barat, i den västra delen av landet, 500 km öster om huvudstaden Jakarta.